# Sportzentrum Davos
Das Sportzentrum Davos in Davos im Schweizer Kanton Graubünden ist ein Frühwerk des Architekturbüros Gigon/Guyer.

## Preise
- 2001: Auszeichnung für gute Bauten Graubünden
- 2019: Im Rahmen der Kampagne «52 beste Bauten – Baukultur Graubünden 1950–2000» erkor der Bündner Heimatschutz das von Gigon Guyer 1996 entworfene Sportzentrum in Davos als eines der besten Bündner Bauwerke.[1]